# Grafenau (Bavière)
Pour les articles homonymes, voir Grafenau.
Grafenau est une ville de Bavière (Allemagne), située dans l'arrondissement de Freyung-Grafenau, dans le district de Basse-Bavière.